# Holualoa
Holualoa é uma Região censo-designada localizada no estado americano de Havaí, no Condado de Havaí.

## Demografia
Segundo o censo americano de 2000, a sua população era de 6107 habitantes.

## Geografia
De acordo com o United States Census Bureau tem uma área de
39,3 km², dos quais 36,7 km² cobertos por terra e 2,6 km² cobertos por água.

## Localidades na vizinhança
O diagrama seguinte representa as localidades num raio de 16 km ao redor de Holualoa.